# Rhuddaniense
| Era Eratema | Periodo Sistema | Época Serie              | Edad Piso                    | Inicio, en millones de años |
| ----------- | --------------- | ------------------------ | ---------------------------- | --------------------------- |
| Paleozoico  | Pérmico         | Pérmico                  | Pérmico                      | 298,9±0,15                  |
| Paleozoico  | Carbonífero     | Carbonífero              | Carbonífero                  | 358,86±0,19                 |
| Paleozoico  | Devónico        | Devónico                 | Devónico                     | 419,62±1,36                 |
| Paleozoico  | Silúrico        | Prídoli Pridoliano       | Prídoli Pridoliano           | 422,7±1,6                   |
| Paleozoico  | Silúrico        | Ludlow Ludloviano        | Ludfordiense Ludfordiano     | 425,0±1,5                   |
| Paleozoico  | Silúrico        | Ludlow Ludloviano        | Gorstiense Gorstiano         | 426,7±1,5                   |
| Paleozoico  | Silúrico        | Wenlock Wenlockiano      | Homeriense Homeriano         | 430,6±1,3                   |
| Paleozoico  | Silúrico        | Wenlock Wenlockiano      | Sheinwoodiense Sheinwoodiano | 432,9±1,2                   |
| Paleozoico  | Silúrico        | Llandovery Llandoveriano | Telychiense Telychiano       | 438,6±1,0                   |
| Paleozoico  | Silúrico        | Llandovery Llandoveriano | Aeroniense Aeroniano         | 440,5±1,0                   |
| Paleozoico  | Silúrico        | Llandovery Llandoveriano | Rhuddaniense Rhuddaniano     | 443,1±0,9                   |
| Paleozoico  | Ordovícico      | Ordovícico               | Ordovícico                   | 486,8 ±1,5                  |
| Paleozoico  | Cámbrico        | Cámbrico                 | Cámbrico                     | 538,8±0,6                   |

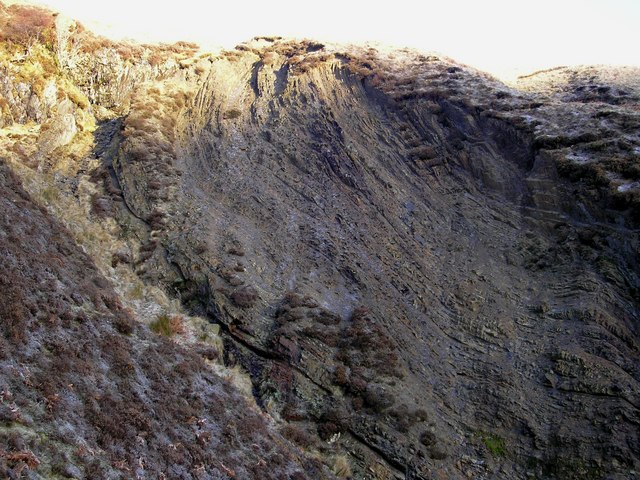
Estratos plegados en lo alto del barranco de Dob's Linn, próximos al GSSP de la base del Rhuddaniense.

El Rhuddaniense o Rhuddaniano es el primer piso y edad del Llandovery (primera serie y época del Silúrico) en la escala temporal geológica. Sucede al Hirnantiense (último piso del Ordovícico) y precede al Aeroniense. Se inició hace unos 443,1 millones de años y terminó hace unos 440,5 millones de años.
El nombre del Rhuddaniense procede de la granja Cefn-Rhuddan cerca de la población de Llandovery en Gales (Reino Unido).

## Sección estratotipo y punto de límite global (GSSP)
La sección estratotipo y punto de límite global (GSSP) para la base del piso Rhuddaniense, y por tanto de la serie Llandovery y del sistema Silúrico, está situado en la sección del barranco de Dob's Linn, cerca de Moffat (concejo de Dumfries and Galloway, Escocia, Reino Unido). Se caracteriza por la primera aparición del  graptolito Akidograptus ascensus. El piso y el GSSP fueron aprobados por la Comisión Internacional de Estratigrafía y ratificado posteriormente por la Unión Internacional de Ciencias Geológicas en 1984.
El techo del Rhuddaniense se define por el GSSP de la base del Aeroniense, que se caracteriza por la primera aparición del  graptolito Demirastrites triangulatus.